# Đinh Văn Nhã
Đinh Văn Nhã (sinh ngày 27 tháng 6 năm 1960) là một chính trị gia người Việt Nam. Ông hiện là đại biểu Quốc hội Việt Nam khóa XIV nhiệm kì 2016-2021, thuộc đoàn đại biểu Quốc hội tỉnh Phú Yên, Phó Chủ nhiệm Ủy ban Tài chính, Ngân sách của Quốc hội, Chủ tịch Nhóm Nghị sĩ hữu nghị Việt Nam - Ucraina (đại biểu chuyên trách trung ương). Ông được trung ương giới thiệu ứng cử và đã trúng cử đại biểu Quốc hội năm 2016 ở đơn vị bầu cử số 2, tỉnh Phú Yên gồm có thành phố Tuy Hòa, thị xã Sông Cầu và các huyện: Đồng Xuân, Tuy An.

## Xuất thân
Đinh Văn Nhã quê quán ở xã Kim Chung, huyện Hoài Đức, TP Hà Nội.
Ông hiện cư trú ở số 34, ngõ 26, phố Đỗ Quang, phường Trung Hòa, quận Cầu Giấy, thành phố Hà Nội.

## Giáo dục
- Giáo dục phổ thông: 10/10
- Cử nhân chuyên ngành Kinh tế chính trị
- Tiến sĩ Kinh tế
- Phó giáo sư
- Cao cấp lí luận chính trị

## Sự nghiệp
Ông gia nhập Đảng Cộng sản Việt Nam vào ngày 16/2/1986.
Ông từng là đại biểu Quốc hội Việt Nam khóa 12 tỉnh Phú Yên, Phó chủ nhiệm Uỷ ban Tài chính-Ngân sách của Quốc hội, Thành viên Đoàn thư ký kỳ họp Quốc hội (đại biểu chuyên trách trung ương)..
Ông từng là đại biểu Quốc hội Việt Nam khóa 13 tỉnh Phú Yên, Phó Chủ nhiệm Uỷ ban Tài chính-Ngân sách của Quốc hội; Ủy viên Đoàn thư ký kỳ họp Quốc hội (đại biểu chuyên trách trung ương)..
Khi được trung ương giới thiệu ứng cử đại biểu Quốc hội Việt Nam khóa 14 vào tháng 5 năm 2016 ông đang là Phó Chủ nhiệm Ủy ban Tài chính – Ngân sách của Quốc hội khóa 13, làm việc ở Ủy ban Tài chính – Ngân sách của Quốc hội, có bằng cao cấp lí luận chính trị.
Ông đã trúng cử đại biểu Quốc hội năm 2016 ở đơn vị bầu cử số 2, tỉnh Phú Yên gồm có thành phố Tuy Hòa, thị xã Sông Cầu và các huyện: Đồng Xuân, Tuy An, được 264.443 phiếu, đạt tỷ lệ 78,47% số phiếu hợp lệ.
Ông hiện là Phó Chủ nhiệm Ủy ban Tài chính, Ngân sách của Quốc hội, Chủ tịch Nhóm Nghị sĩ hữu nghị Việt Nam - Ucraina (đại biểu chuyên trách trung ương).
Ông đang làm việc ở Ủy ban Tài chính - Ngân sách của Quốc hội.

## Đại biểu Quốc hội Việt Nam khóa 14 nhiệm kì 2016-2021

### Tuyên bố
- Nói về ngân sách Việt Nam vào ngày 31 tháng 5 năm 2018: "...ngân sách của ta không còn gì là không minh bạch nữa rồi, đã là đỉnh cao của quốc tế, đỉnh cao về minh bạch." [5]